# Ptilodactyla tricoloricornis
Ptilodactyla tricoloricornis là một loài bọ cánh cứng trong họ Ptilodactylidae. Loài này được Pic miêu tả khoa học năm 1923.